# Fonds-Verrettes
Fonds-Verrettes (en criollo haitiano Fonvèrèt) es una comuna de Haití que está situada en el distrito de La Croix-des-Bouquets, del departamento de Oeste.

## Historia
Pasó a ser comuna en 1980.

## Secciones
Está formado por la sección de:
- Fonds-Verrettes (que abarca la villa de Fonds-Verrettes)

## Demografía
| Gráfica de evolución demográfica de Fonds-Verrettes entre 2009 y 2015 |
|                                                                       |

Los datos demográficos contemplados en este gráfico de la comuna de Fonds-Verrettes son estimaciones que se han cogido de 2009 a 2015 de la página del Instituto Haitiano de Estadística e Informática (IHSI). 